# Massimo Bonini
Pour les articles homonymes, voir Bonini.
Massimo Bonini, né le 13 octobre 1959 à Saint-Marin, est un ancien footballeur saint-marinais. Il jouait au poste de milieu de terrain.

## Biographie
Il est considéré comme le meilleur footballeur saint-marinais de tous les temps. C'est l'un des seuls sportifs originaire de la petite république de Saint-Marin, avec les pilotes de moto Manuel Poggiali et Alex De Angelis, à avoir brillé au plus haut niveau. Il est également le seul joueur saint-marinais à avoir gagné la Coupe d'Europe des clubs champions.

## Carrière en club
- 1977 - 1978 :  AC Bellaria-Igea Marina
- 1978 - 1979 :  AC Forlì
- 1979 - 1981 :  AC Cesena
- 1981 - 1988 :  Juventus Turin
- 1988 - 1992 :  Bologne FC

## Carrière internationale
Sa carrière internationale n’a véritablement commencé qu’en 1990 après que Saint-Marin a été reconnu par l’UEFA. Auparavant il avait joué plusieurs matchs pour l’équipe d’Italie espoirs, mais ensuite il a toujours refusé de renoncer à la citoyenneté saint-marinaise pour prendre la nationalité italienne et n’a donc jamais joué pour l’Italie.
Entre 1990 et 1995, il a obtenu dix-neuf sélections pour l’équipe de Saint-Marin pour un bilan de 19 défaites. 

## Palmarès
- Juventus Football Club : 
  - Coupe d'Europe des clubs champions : 1985
  - Coupe intercontinentale : 1985
  - Coupe des coupes : 1984
  - Supercoupe de l'UEFA : 1984
  - Serie A : 1982, 1984, 1986
  - Coupe d'Italie : 1983